# Methraton
Methraton est une série de bande dessinée française de type médiéval-fantastique constituée d’albums individuels.

## Synopsis
Cette série détaille l'histoire de deux personnages des Chroniques de la Lune noire, le Mage suprême Methraton et le Serpent, son héraut dans les Chroniques de la Lune noire.
La série se passe dans un univers calqué sur l’Égypte antique dans lequel on retrouve les dieux égyptiens (Râ, Hathor, etc) et une certaine conception de la magie se rapprochant fort des mythes égyptiens.
L'histoire, qui commence pendant l'enfance du Serpent, relate comment il est devenu l'un des êtres les plus puissants de l'univers des Chroniques. On retrouve des personnages de la série mère comme Haazeel Thorn, le maître de la Lune Noire et son lieutenant, Greldinard le baron de Moork.

## Albums
1. Le Serpent (septembre 2001)
2. Le Crâne (octobre 2003)
3. Pharaon (mars 2006)

## Publication

### Éditeurs
- Albin Michel : tomes 1 à 3 (première édition des tomes 1 à 3)